# Тишанинова, Светлана Михайловна
Светлана Михайловна Тишанинова (род. 10 января 1972 года) — заслуженный мастер спорта России (подводное ориентирование).

## Карьера
Победитель и призёр ряда национальных и международных турниров.
Тренер — К. Эгильский.
В 1993 году закончила Воронежский филиал Московского областного государственного института физической культуры.